# ويليام أووسو
ويليام أووسو (بالإنجليزية: William Owusu)‏ هو لاعب كرة قدم غاني في مركز الوسط، ولد في 13 سبتمبر 1991 في غانا. لعب مع هابوعيل تل أبيب.